# Paranerita patara
Paranerita patara là một loài bướm đêm thuộc phân họ Arctiinae, họ Erebidae.